# Vincent Hermance
Vincent Hermance, né le 1er août 1984 à Meaux, est un pilote de VTT français. Il a notamment été champion du monde de vélo trial 26 pouces en 2007, 2013 et 2015, et champion du monde de VTT trial par équipes en 2005, 2011, 2015, 2016 et 2017. Il est le fils de Dominique Hermance, le créateur des marques Koxx et Hashtagg.'

## Biographie
Né à Meaux le 1er août 1984, il est originaire de Coulommiers.

### Jeunesse et carrière amateur
Son père faisait de la moto trial et Vincent l'imita. Cependant, il opta rapidement (en 1996 ) pour le VTT trial qui présente selon lui moins de contrainte. Il a été repéré par Yves Audouard, le président de l'Union Sportive de Melun alors qu'il n'était encore qu'un minime.

### Vie personnelle
Vincent Hermance a une fille, Billie, née en 2010. Il a commencé des études pour devenir infirmier en 2012 à Coulommiers. Après quelques années dans le Sud, il est revenu habiter à Coulommiers avec sa femme et sa fille. En parallèle de sa carrière, il étudie la psychologie à la faculté Paris 8 et enseigne le trial au VTT Val d'Essonne de Cerny.
En 2022, il a un petit garçon nommé James avec la trialiste Perrine Devahive, multiple championne de Belgique de trial.

## Carrière professionnelle
Il a été formé à l'Union sportive de Melun. Il a choisi de rejoindre en 2007 le club de Coulommiers (2007-2009) avant de revenir à Melun (2009-2012). Il est licencié en 2013 à l'ESC Meaux.
Il réalise en 2007 le triplé (champion de France, champion d'Europe et champion du monde).
Après avoir tout gagné dans la catégorie des 26 pouces, il se lance en 2012 dans la catégorie des 20 pouces. Il termine troisième du championnat du monde pour sa première année dans cette catégorie. Il souhaite devenir le premier français à remporter un titre dans cette catégorie et c'est la raison qui le motive à continuer sa carrière. Cependant, il décide de revenir dans la catégorie des 26 pouces lors de la saison 2013 où il redevient champion du monde.

## Palmarès
Il a tout remporté dans la catégorie des 26 pouces (Championnat de France, Championnat d'Europe et Championnat du monde, Coupe du Monde et Coupe de France). Il a également remporté deux médailles de bronze dans la catégorie des 20 pouces. En 2011 et 2013, il a remporté la Coupe de France.

### Championnats du monde
|             | 2002 | 2003 | 2004 | 2005 | 2006 | 2007 | 2008 | 2009 | 2010 | 2011 | 2012 | 2013 | 2014 | 2015 | 2016 | 2017 | 2021 | 2022 | 2023 |
| ----------- | ---- | ---- | ---- | ---- | ---- | ---- | ---- | ---- | ---- | ---- | ---- | ---- | ---- | ---- | ---- | ---- | ---- | ---- | ---- |
| 20 Pouces   |      | 3    |      |      |      |      |      |      |      |      | 3    |      |      |      |      |      |      |      |      |
| 26 Pouces   | 10   | 5    | 2    | 2    | 2    | 1    | 2    | 3    | 8    | 3    |      | 1    |      | 1    |      |      | 3    | 4    |      |
| Par équipes |      |      |      | 1    |      | 2    | 2    |      |      | 1    | 2    |      | 2    | 1    | 1    | 1    |      | 2    | 2    |

Vincent Hermance a également remporté le championnat du monde juniors à Vail (Colorado) en 2001.

### Coupe du monde[19]
|                                        | 2003 | 2004 | 2005 | 2006 | 2007 | 2008 | 2009 | 2010 | 2011 | 2012 | 2013 | 2014 | 2015 | 2016 | 2017 | 2018 | 2019 | 2020 | 2021 | 2022 |
| -------------------------------------- | ---- | ---- | ---- | ---- | ---- | ---- | ---- | ---- | ---- | ---- | ---- | ---- | ---- | ---- | ---- | ---- | ---- | ---- | ---- | ---- |
| Coupe du monde de vélo trial 20 pouces |      |      |      |      |      |      |      |      |      | 2    |      |      |      |      |      |      |      |      |      |      |
| Coupe du monde de vélo trial 26 pouces |      | 2    | 2    | 1    | 3,   | 3,   | 4,   | 2    | 1    |      | 2    | 2    | 2    | 3    | 2    | 2    | 3    |      | 2    | 3    |

### Championnats d'Europe
|                   | 2003 | 2004 | 2005 | 2006 | 2007 | 2008 | 2009 | 2010 | 2011 | 2012 | 2013 | 2014 | 2015 | 2016 |
| ----------------- | ---- | ---- | ---- | ---- | ---- | ---- | ---- | ---- | ---- | ---- | ---- | ---- | ---- | ---- |
| Champion d'Europe |      | 1    | 1    |      | 1    |      |      |      | 2    |      | 2    | 3    | 2    | 2    |

### Championnats de France
Entre 2009 et 2013, il a fini cinq fois deuxième derrière Gilles Coustellier lors des Championnats de France. Il participe également aux championnats de France UFOLEP qu'il a remportés en 2013.
|                    | 2003 | 2004 | 2005 | 2006 | 2007 | 2008 | 2009 | 2010 | 2011 | 2012 | 2013 | 2014 | 2015 | 2016 | 2017 | 2018 | 2019 | 2020 | 2021 | 2022 | 2023 | 2024 | 2025 |
| ------------------ | ---- | ---- | ---- | ---- | ---- | ---- | ---- | ---- | ---- | ---- | ---- | ---- | ---- | ---- | ---- | ---- | ---- | ---- | ---- | ---- | ---- | ---- | ---- |
| Champion de France |      |      | 1    |      | 1    | 3    | 2    | 2    | 2    | 2    | 2    | 2    | 1    | 1    | 2    | 2    |      | 2    |      | 1    | 1    | 3    | 2    |

## Galerie d'images

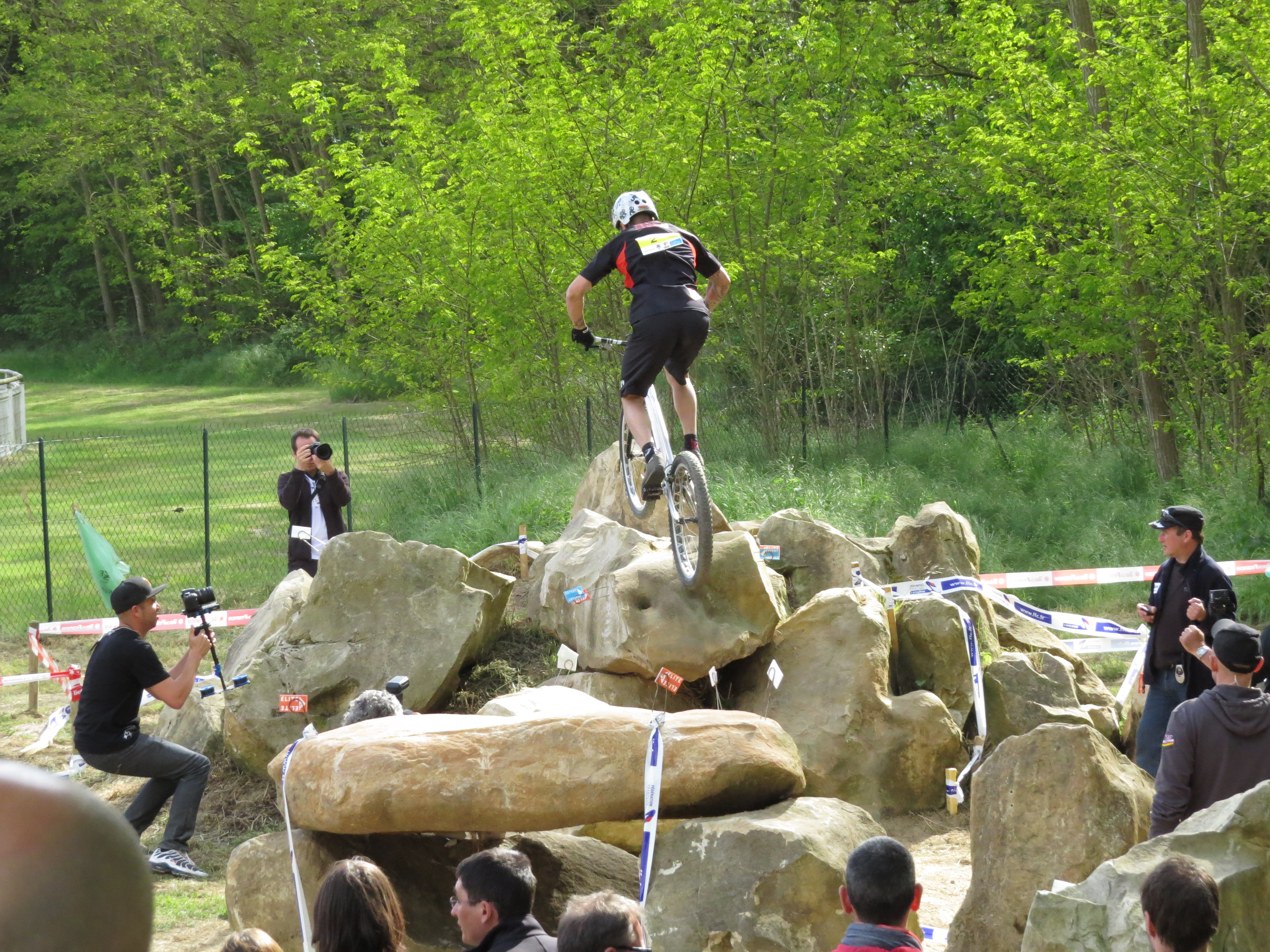
Vincent Hermance lors de la première manche de la Coupe de France à Cerny (première zone)
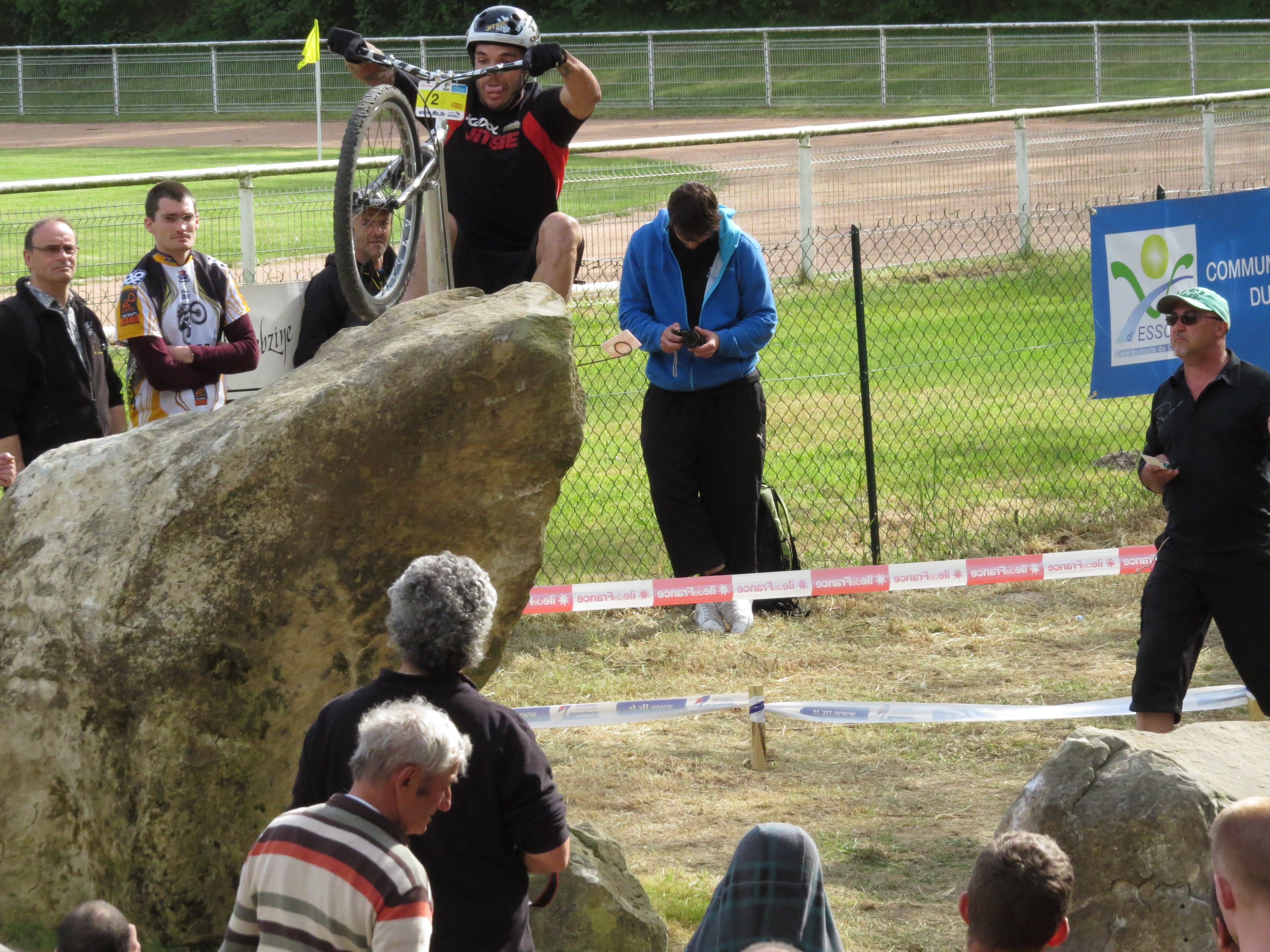
Vincent Hermance lors de la première manche de la Coupe de France à Cerny (première zone)
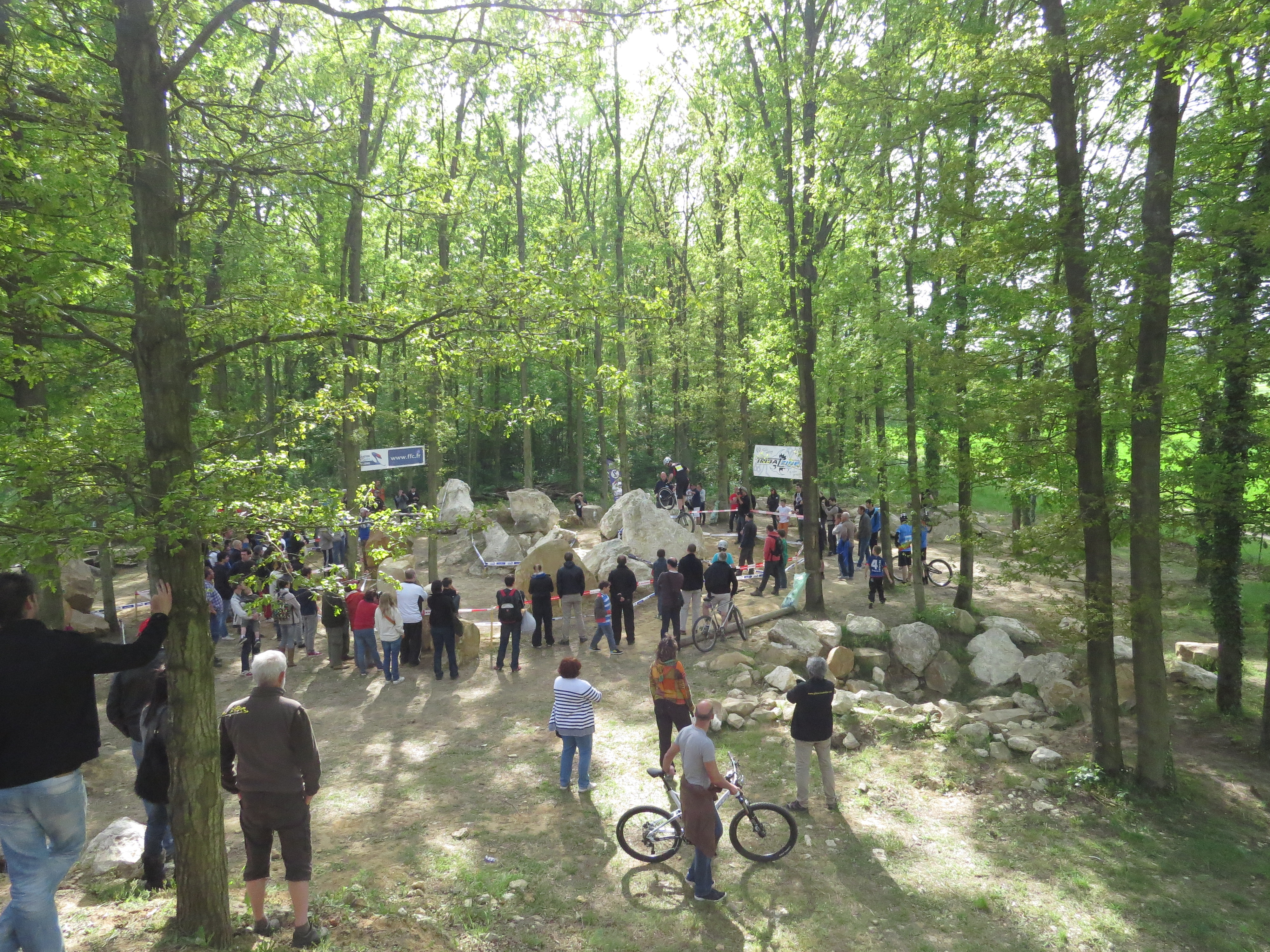
Vincent Hermance lors de la première manche de la Coupe de France à Cerny (2e zone)